# پر زتربری
پر زتربری (سوئدی: Pär Zetterberg؛ زادهٔ ۱۴ اکتبر ۱۹۷۰) بازیکن فوتبال اهل سوئد بود.
از باشگاه‌هایی که در آن بازی کرده‌است می‌توان به باشگاه فوتبال المپیاکوس، باشگاه فوتبال اندرلشت، و باشگاه فوتبال رویال شارلوا اشاره کرد.
وی همچنین در تیم‌های ملی فوتبال زیر ۲۱ سال سوئد و سوئد بازی کرده‌است.